# デンマーク鉄道博物館

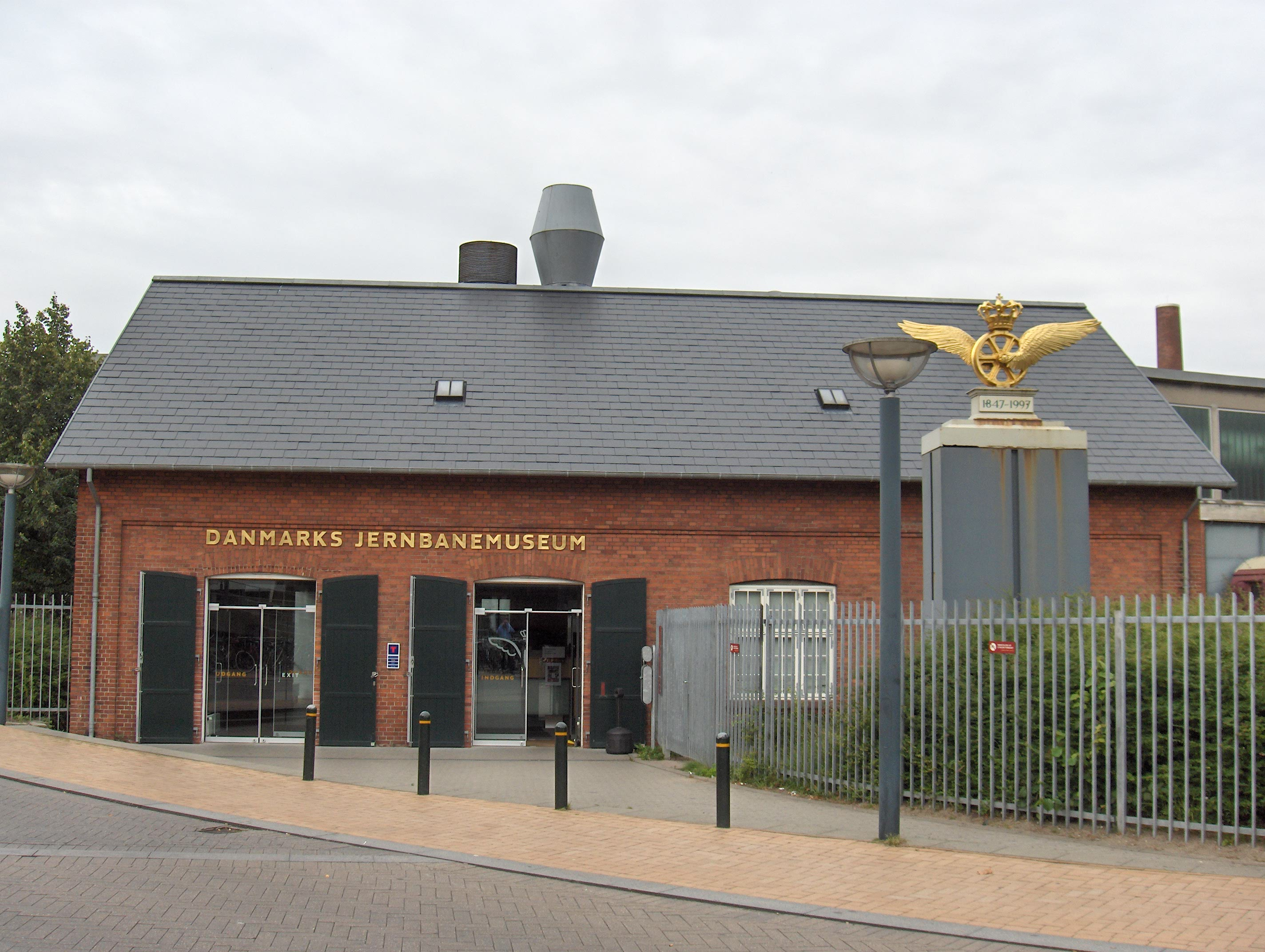
デンマーク鉄道博物館

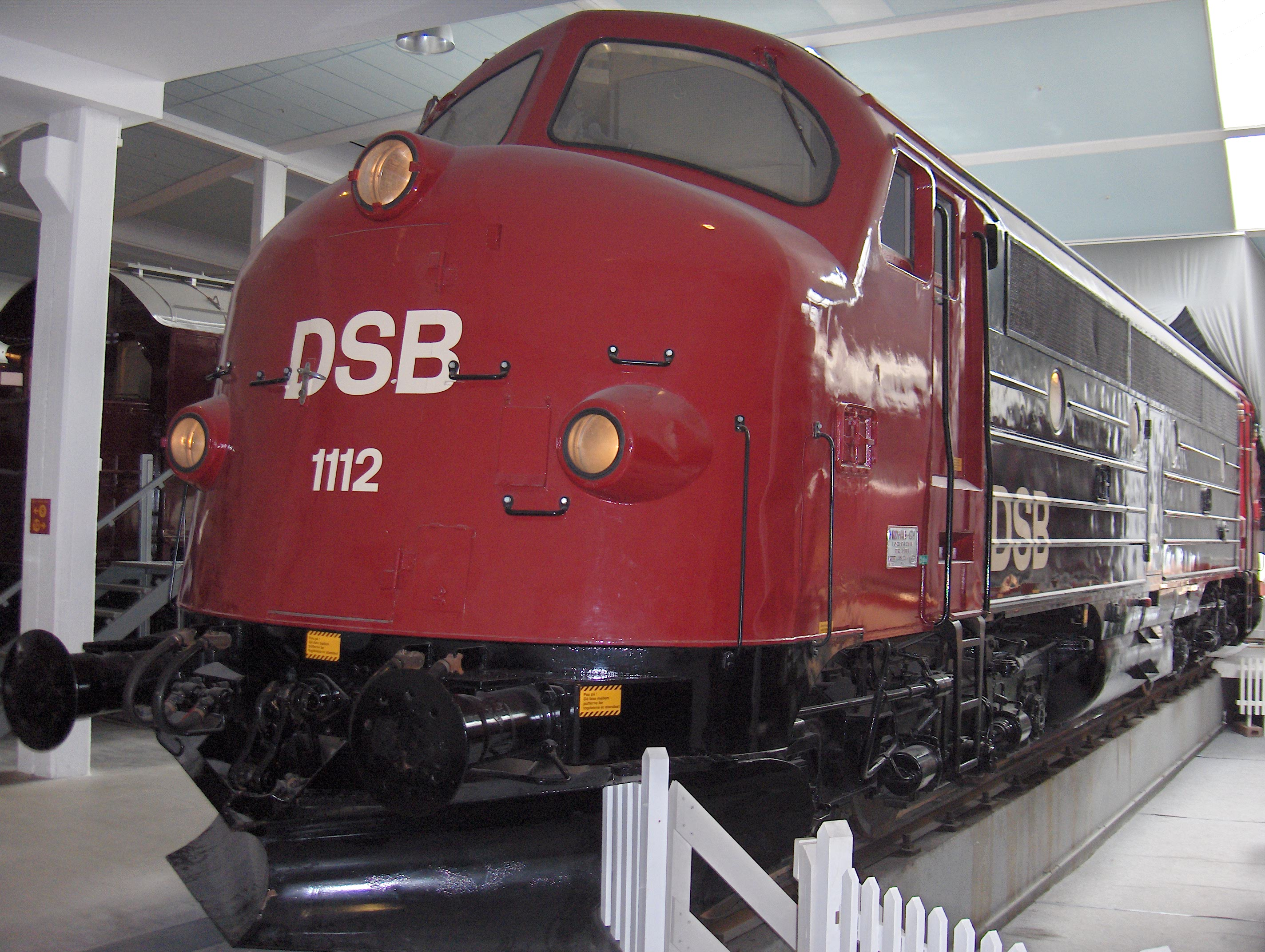
保存されているNOHABの機関車

デンマーク鉄道博物館 (デンマーク語: Danmarks Jernbanemuseum)はデンマークのオーデンセにある鉄道博物館である。町の主要な駅のオーデンセ機関庫を整備してできた。スカンディナヴィア最大の鉄道博物館である。
10000平方mの敷地にデンマーク国鉄を引退した50両以上の機関車と車両が20本の軌道上に展示されている。DSBの歴史に含まれるフレゼリク9世の御召し列車を牽引したE型蒸気機関車やNOHAB製のディーゼル機関車等が展示されている。
学校が休みの時期には博物館は動態保存の機関車列車が敷地内を運行する。これにはHs級機関車と2両の客車が充当される。